# Rivière-à-Pierre
Rivière-à-Pierre är en kommun i provinsen Québec i Kanada. Den ligger i regionen Capitale-Nationale, i den sydöstra delen av landet, 300 km nordost om huvudstaden Ottawa.